# تام دیلی
توماس رابرت دیلی (انگلیسی: Thomas Robert Daley؛ زاده ۲۱ مه ۱۹۹۴) شیرجه زن و شخصیت تلویزیونی بریتانیایی و دارنده مدال طلای المپیک توکیو ۲۰۲۰ در سکوی ۱۰ متر همگام مردان، و دو قهرمانی جهان در مسابقات جهانی فینا در سال ۲۰۰۹ و ۲۰۱۷ است. او نخستین قهرمانی جهان را در ۱۵ سالگی کسب کرد. دیلی همچنین دارند سه مدال برنز المپیک در سال‌های ۲۰۱۲، ۲۰۱۶ و ۲۰۲۰ است.
دیلی در مسابقات همگام و تیمی شرکت می‌کند. در سال ۲۰۱۵، وی با ربکا گالانتری در مسابقات جهانی در تیم مختلط همکاری کرد، در حالی که در سال ۲۰۱۶ با دانیل گودفلو موفق به کسب دومین برنز المپیک در سکوی همگام ۱۰ متر مردان شد. در سال ۲۰۱۷، وی در مسابقات همگام ۳ متر از پرش مخلوط با گریس رید برنده نقره جهانی شد.
دیلی از هفت سالگی شیرجه را آغاز کرد و عضو باشگاه غواصی پلیموث شد، جایی که استعداد او در همان اوایل مشخص شد و از ۹ سالگی در مسابقات ملی و بین‌المللی تأثیرگذار بود. وی در بازی‌های المپیک تابستانی ۲۰۰۸ نماینده بریتانیای کبیر بود، او جوانترین رقیب از بریتانیا، ۱۴ ساله، و جوانترین شیرجه زن فینال بود. در سال ۲۰۰۹، دیلی به عنوان بهترین رتبه شماره یک در مسابقات شیرجه قهرمانی ورزش‌های آبی جهان فینا در سکوی ۱۰ متر دست یافت. وی در بازی‌های مشترک المنافع ۲۰۱۰، در ۱۰ متر غواصی همگام (با مکس بیک) و ۱۰ متر مسابقات سکوی انفرادی، دو مدال طلا برای انگلستان به دست آورد. و در مسابقات انفرادی المپیک تابستانی ۲۰۱۲ مدال برنز برای بریتانیا در مسابقات انفرادی کسب کرد.
در بازی‌های المپیک تابستانی ۲۰۱۶، دیلی و دانیل گودفلو در سکوی همزمان ۱۰ متر مردان مدال برنز کسب کردند. دیلی در اولین مرحله مقدماتی نیز در سکوی ۱۰ متر انفرادی رکورد المپیک را ثبت کرد، اما در نیمه نهایی با نامزدهای زیادی دست به گریبان بود و به فینال راه پیدا نکرد.
در بازی‌های المپیک تابستانی ۲۰۲۰ توکیو، دیلی به همراه متی لی، در اولین حضور در المپیک لی، اولین مدال طلای المپیک خود را در سکوی ۱۰ متر همزمان مردان کسب کرد و با ۱٫۲۳ امتیاز اختلاف با رقبای چینی و با امتیاز کل ۴۷۱٫۸۱ پیروز شد.

## زندگی

### زندگی شخصی
دیلی در ۲ دسامبر ۲۰۱۳ با قرار دادن ویدئویی از خود در یوتیوب، اعلام کرد که با مرد دیگری در رابطه است. او در بخشی از ویدئو گفت: «البته من هنوز جذب دختران می‌شوم اما در حال حاضر با یک پسر هستم و نمی‌توانم از این خوشحال‌تر باشم.» کمی بعد مشخص شد که وی با فیلم‌نامه‌نویس برنده جایزه اسکار، داستین لنس بلک، در رابطه هست. دیلی و بلک در یک رویداد صنعتی با هم ملاقات کردند، بعداً دیلی گفت که این «یک اتفاق واقعی با نگاه اول» بود.او نامزدیشان را در تاریخ ۱ اکتبر ۲۰۱۵ اعلام کرد.دیلی و بلک در ۶ مه ۲۰۱۷ در قلعه بووی در دوون ازدواج کردند.در ۱۴ فوریه ۲۰۱۸، دیلی از طریق حساب کاربری اینستاگرام خود اعلام کرد که او و همسرش در انتظار داشتن اولین فرزند خود از طریق رحم اجاره‌ای هستند، که به دلیل مسائل اخلاقی مربوط به رحم اجاره‌ای باعث برخی انتقادات شد.پسر آنها، رابرت «رابی» ری بلک دلی، در ۲۷ ژوئن ۲۰۱۸ متولد شد.آنها در لندن زندگی می‌کنند.دیلی و بلک به صورت آنلاین یا در حساب‌های شبکه‌های اجتماعی تصاویر با چهره پسر خود را به اشتراک نمی‌گذارند، دیلی در این باره گفته بود رابی را برای ما و خانواده بگذارید البته این در آینده ممکن است تغییر کند.

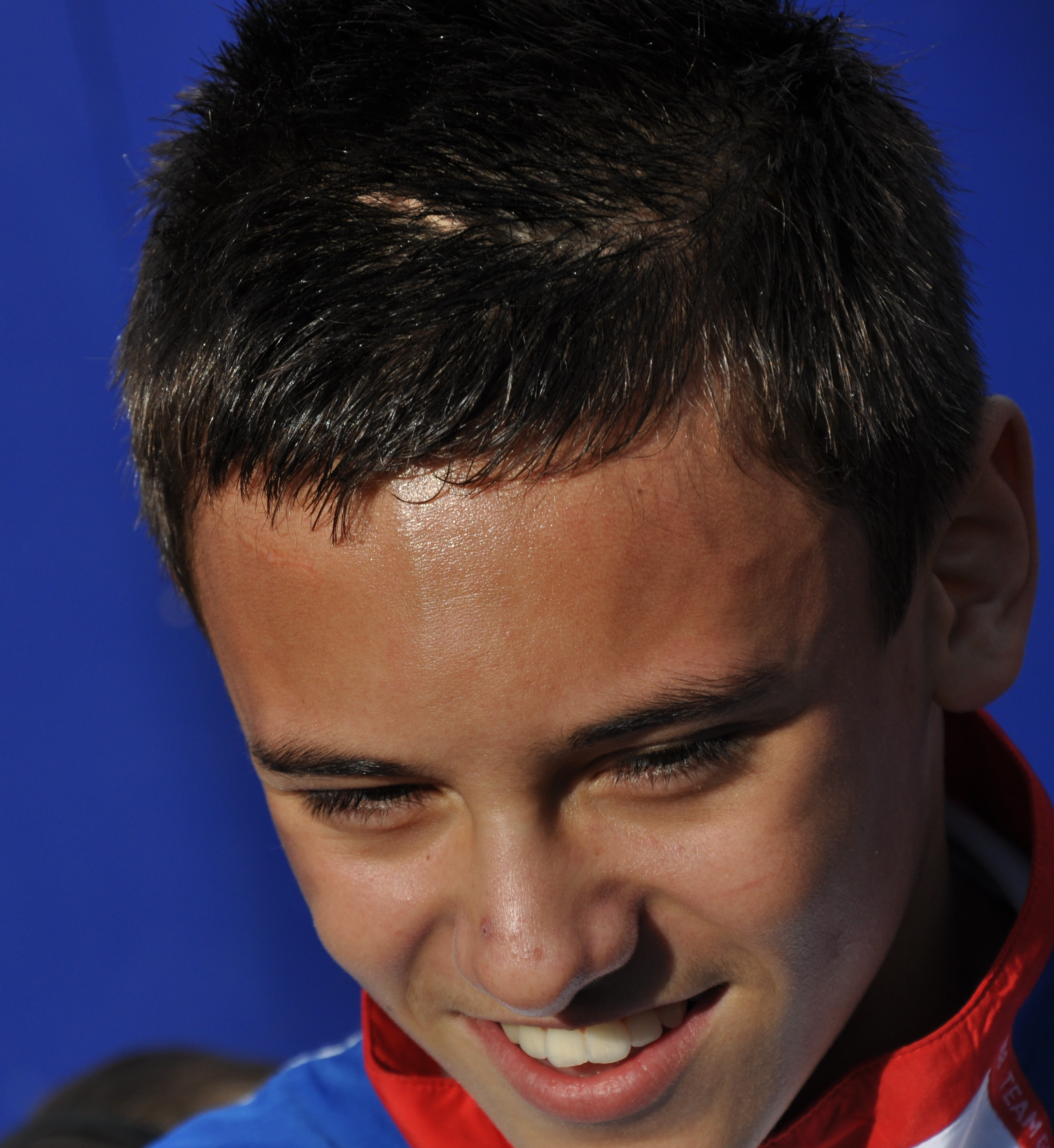
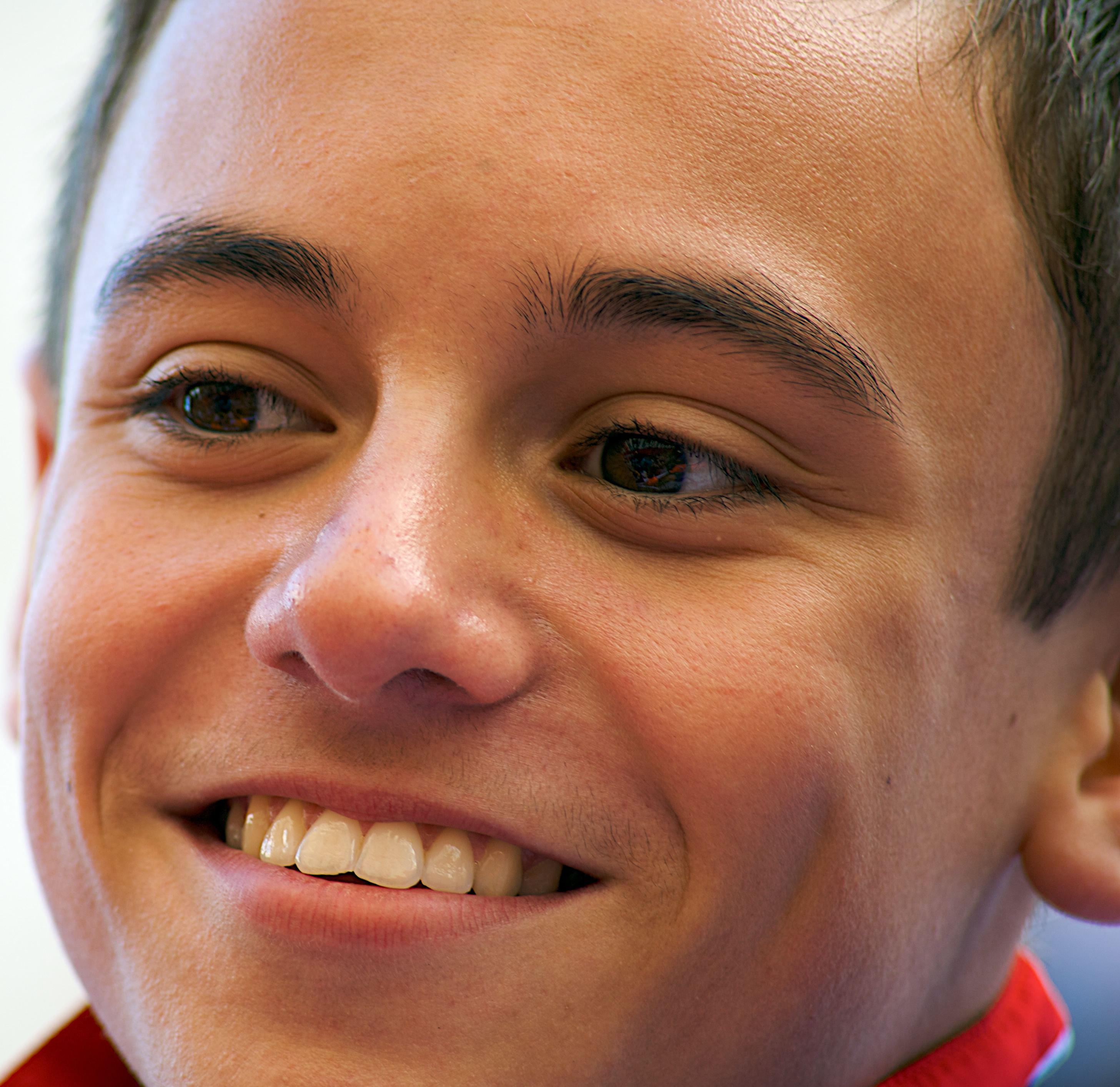
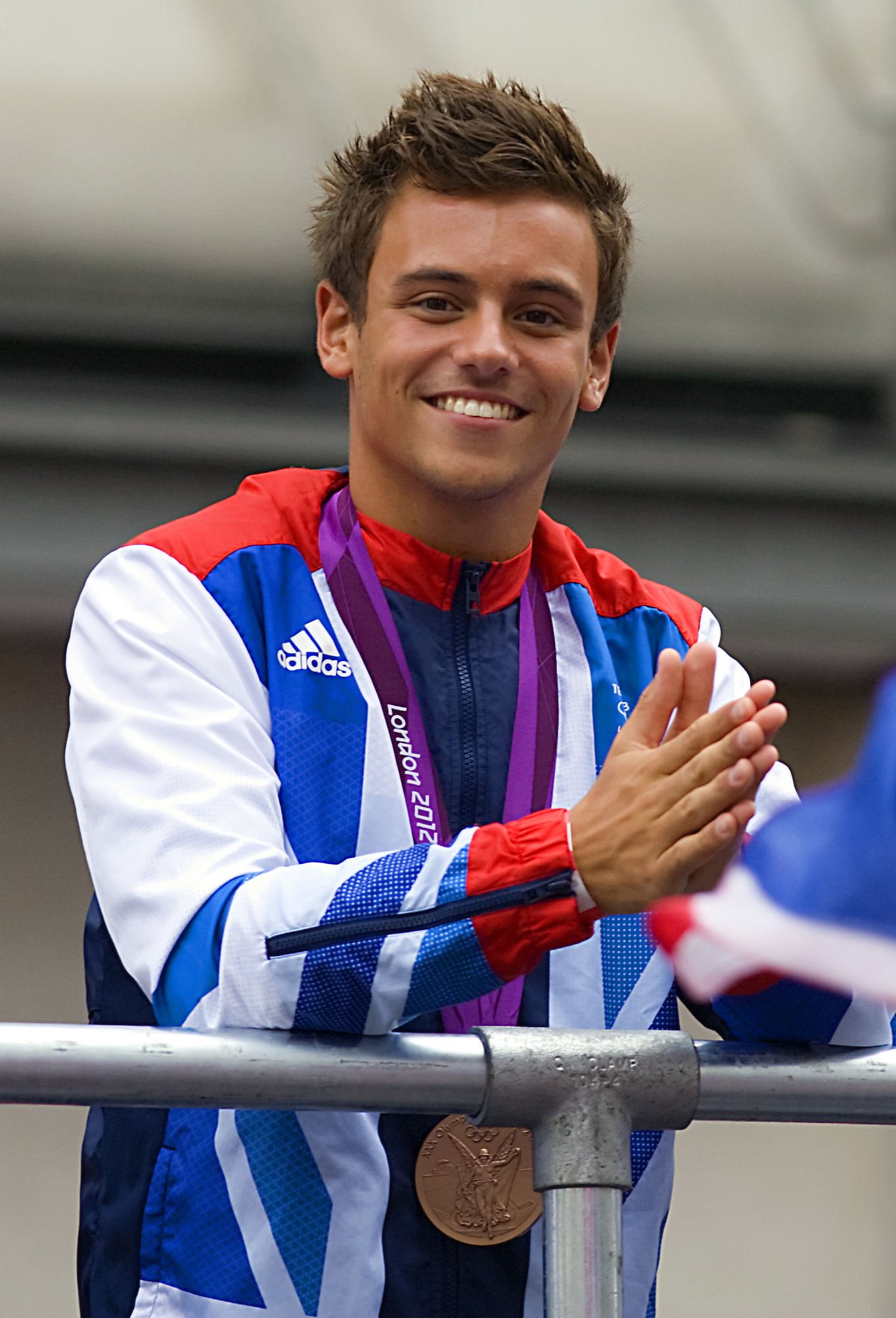
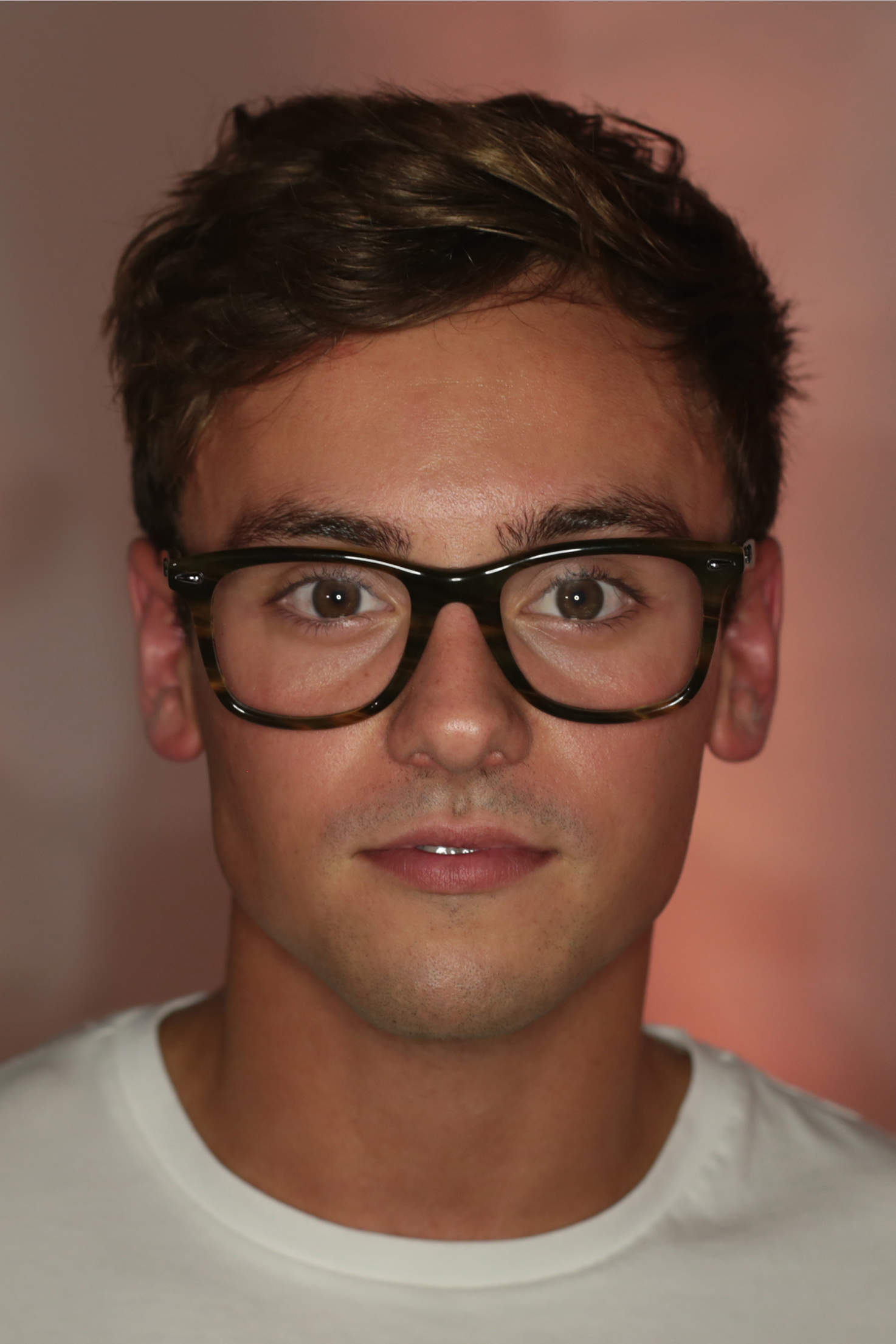